# Señera

Estandarte de los reyes de Aragón

La señera (en catalán: senyera) o cuatribarrada es el nombre de la bandera de los reyes de la antigua Corona de Aragón. Se trata de una bandera de nueve franjas horizontales, cuatro rojas y cinco amarillas. 
Al establecerse las comunidades autónomas en España fue elegida como bandera de Cataluña en el estatuto de autonomía de Cataluña de 18 de diciembre de 1979 (LO 4/1979), por lo que cuando se aprobó el estatuto de Autonomía de Aragón (LO 8/1982) el 10 de agosto de 1982 —posteriormente al de Cataluña—, se incluyó el escudo de Aragón en la bandera de Aragón para diferenciarla de la adoptada por Cataluña. Las banderas de la Comunidad Valenciana (antigua bandera del Reino de Valencia) y de las Islas Baleares (basada en la del Reino de Mallorca) también tienen su origen en la señera.

## Historia
Su origen es la Señal Real de Aragón. Este emblema de palos de gules y oro se usó en sellos, estandartes, escudos y pendones indistintamente, no siendo sino un emblema heráldico hasta que, con el nacimiento del Estado Moderno con los Reyes Católicos, comenzó a ser símbolo territorial.
Para diversos especialistas, las evidencias más antiguas conservadas de este símbolo se encuentran en los siete sellos de Ramón Berenguer IV (1113? -1162), conde de Barcelona y Prínceps de Aragón, llevando sobre su escudo los cuatro palos. Estudiados por Tomás Muñoz y Rivero en 1856, que datan al menos del año 1150, año de la impronta más antigua de ellos y contemporánea al surgimiento de algunos de los emblemas heráldicos más antiguos conocidos. 
La primera denominación para el emblema está documentada en la concesión de Alfonso II de Aragón de unos privilegios a la villa occitana de Millau en 1187, entre los que se encontraban el uso de su enseña real, a la que denomina «vexillum nostrum» ('nuestra enseña'); poco después los cónsules elaboran un sello cuya cara correspondiente a la subscripción regia llevaba la leyenda SIGILLU[M] R[EGIS] ARAGON[ENSIS] COMITIS BA[RCHINONENSIS ET MARCHIONIS PROVI]NCIE rodeando al escudo del Rey exento, no decorando el arma defensiva sostenida por su representación ecuestre, en el caso más antiguo conocido de «escudo de armas» como emblema de esta tipología. Asimismo, el Pendón de la Conquista de Valencia de 1238 consta como la bandera más antigua del mundo que se conserva en la actualidad, puesta en las murallas de Valencia (Balansiya) ante la entrada de Jaime I como símbolo de rendición de la ciudad y reino árabe ante las tropas aragonesas del monarca conquistador.

## Significado
El término señera significa insignia o estandarte, de cualquier colectivo u organización. Si se llama también señera a las Barras de Aragón o a las banderas de Cataluña, Comunidad Valenciana e Islas Baleares es porque se le aplica el nombre por antonomasia, de la misma manera que ikurriña significa bandera en euskera. La Real Academia Española define señera como la bandera de las comunidades que constituyeron la Corona de Aragón.

### Uso oficial
En la actualidad, es el origen de las banderas de algunos territorios históricamente vinculados a la Corona de Aragón;
- La bandera de Aragón
- La bandera de Cataluña
- La bandera de la Comunidad Valenciana
- La bandera de las Islas Baleares
- La bandera de Provenza-Alpes-Costa Azul
- La bandera de Pirineos Orientales, departamento francés de la región de Occitania
- La bandera de Ariège, departamento francés de la región de Occitania
- La bandera de Alguer
- La bandera de Nápoles